# Невилл, Сесилия, герцогиня Уорик
Сеси́лия Не́вилл, герцогиня Уорик, графиня Вустер (англ. Cecily Neville; ок. 1425 — 26 июля 1450) — дочь Ричарда Невилла и Элис Монтегю.

## Биография
Сесилия Невилл родилась приблизительно в 1425 году и была вторым ребёнком и второй дочерью Ричарда Невилла и Элис Монтегю, 5-й графини Солсбери в собственном праве. Сесилия была названа в честь своей тётки по отцовской линии герцогини Йоркской.
В 1434 году Сесилия была выдана замуж за Генри Бошана, тогда 14-го графа Уорика, который в 1444 году стал первым и единственным королём острова Уайт (равно как и островов Джерси и Гернси). Ещё через год давняя дружба с королём Генрихом VI принесла Генри и Сесилии титул герцога и герцогини Уорик.
4 февраля 1443 года Сесилия родила своего единственного ребёнка — дочь Анну. Муж Сесилии скончался 11 июня 1446 года; двухлетняя Анна унаследовала титул графини Уорик и другие титулы отца. После смерти девочки в пятилетнем возрасте титулы графа и графини Уорик унаследовали брат Сесилии, Ричард, и её золовка, Анна Бошан.
3 апреля 1449 года Сесилия вышла замуж во второй раз; её избранником стал Джон Типтофт, 1-й граф Вустер. Чуть более, чем через год Сесилия неожиданно скончалась. Герцогиню Уорик похоронили рядом с первым мужем в аббатстве Тьюксбери.